# Marco Pischorn
Marco Pischorn (Mühlacker, 1 januari 1986) is een Duits voetballer die speelt bij Preußen Münster. Hij is een verdediger.

## Carrière
| Seizoen        | Club             | Land      | Competitie       | Wed. | Goals |
| -------------- | ---------------- | --------- | ---------------- | ---- | ----- |
| 2004/05        | VfB Stuttgart II | Duitsland | Regionalliga Süd | 6    | 0     |
| 2005/06        | VfB Stuttgart II | Duitsland | Regionalliga Süd | 26   | 0     |
| 2006/07        | VfB Stuttgart II | Duitsland | Regionalliga Süd | 19   | 2     |
| 2007/08        | VfB Stuttgart II | Duitsland | Regionalliga Süd | 9    | 2     |
| 2007/08        | VfB Stuttgart    | Duitsland | Bundesliga       | 4    | 0     |
| 2008/09        | VfB Stuttgart    | Duitsland | Bundesliga       | 0    | 0     |
| 2008/09        | VfB Stuttgart II | Duitsland | 3. Liga          | 20   | 0     |
| 2009/10        | VfB Stuttgart II | Duitsland | 3. Liga          | 34   | 4     |
| 2010/11        | SV Sandhausen    | Duitsland | 3. Liga          | 31   | 3     |
| 2011/12        | SV Sandhausen    | Duitsland | 3. Liga          | 36   | 7     |
| 2012/13        | SV Sandhausen    | Duitsland | 2. Bundesliga    | 32   | 2     |
| 2013/14        | SV Sandhausen    | Duitsland | 2. Bundesliga    | 0    | 0     |
| 2013/14        | Preußen Münster  | Duitsland | 3. Liga          | 7    | 0     |
| Totaal         | Totaal           | Totaal    | Totaal           | 214  | 20    |
| Bijgewerkt tot | 15 maart 2014    |           |                  |      |       |